# Kasteel Herkenrode

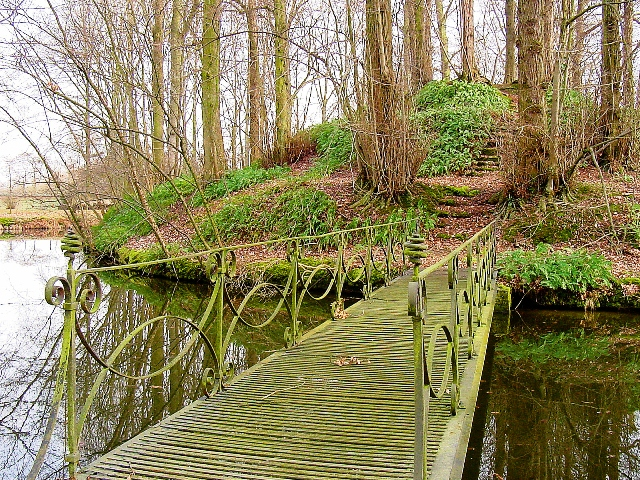
Motte bij Kanaal Leuven-Dijle

Het Kasteel Herkenrode is een voormalig kasteel in de tot de Vlaams-Brabantse gemeente Haacht behorende plaats Wespelaar, gelegen aan Vijverbos 6-8.

## Geschiedenis
Omstreeks 1750 liet Jean-Baptiste van Herckenrode, die van 1751-1758 hoofdmeier van Leuven was, een landgoed aanleggen. Hierin lag een omgracht landhuis. Het werd omgeven door een sterrenbos. Mogelijk lag op deze plaats al een ouder kasteel. Omstreeks 1820 was Gerard d'Onyn de Chastre de eigenaar van het goed. Hij was de zoon van Marie Cathérine de Herckenrode.
Het landhuis werd omstreeks 1860 afgebroken en vervangen door een villa. Ook de omgeving werd aangepast in landschapsstijl maar het sterrenbos bleef. In 1924 kwam het domein in bezit van Guillaume de Spoelberch die ook het Kasteel Spoelberch in bezit had. Evenals dat domein werd ook Herkenrode van 1947-1954 verhuurd aan de KSA.
In 1964 werd de villa afgebroken. Op een andere plaats werd een nieuw huis gebouwd waarvan de stijl op het classicisme was gebaseerd.
Het goed kwam in handen van Philippe de Spoelberch en deze liet de tuin deels aanpassen tot een arboretum waarin tal van zeldzame bomen en struiken werden aangeplant.